# Giardino Damia

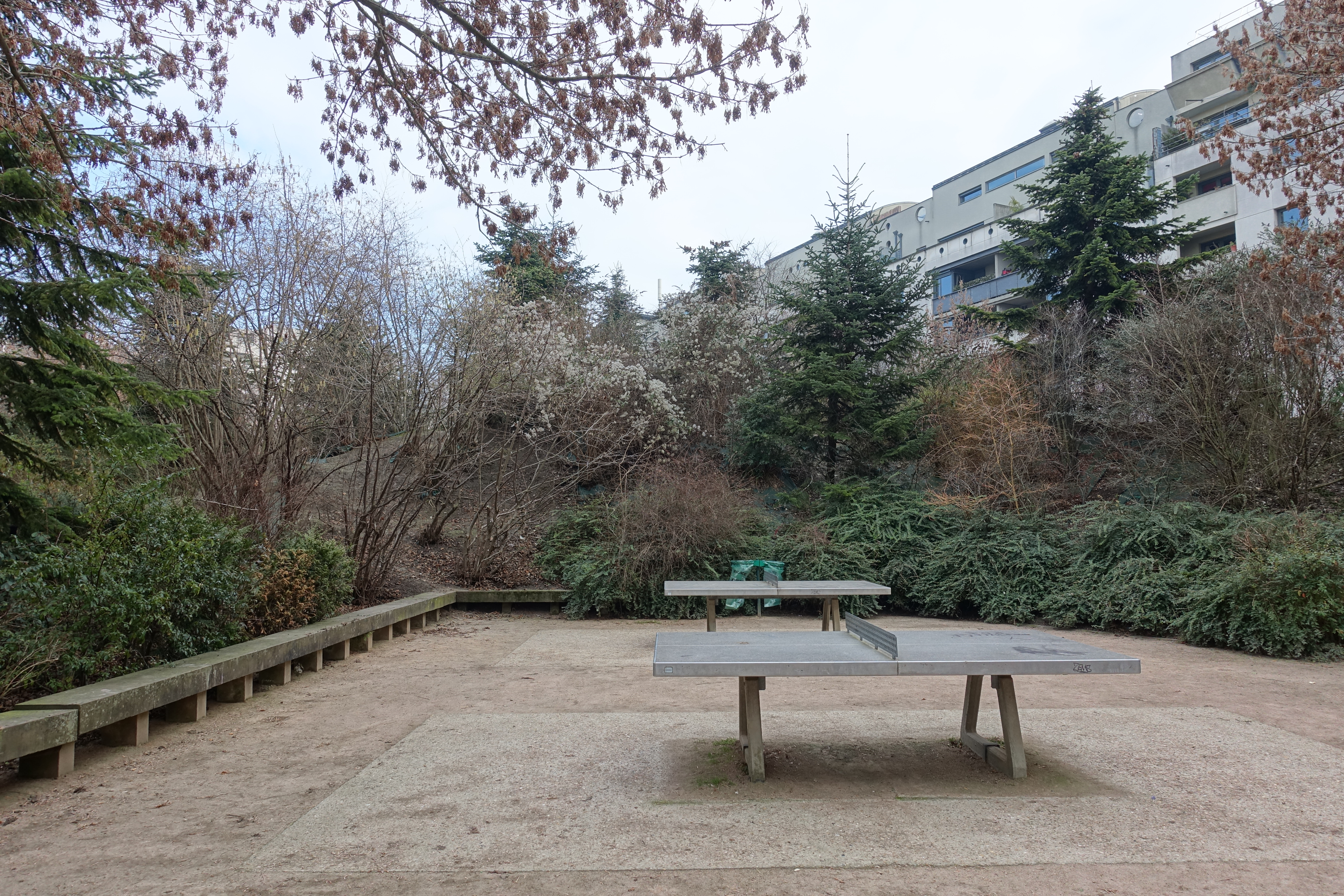
Il Giardino Damia

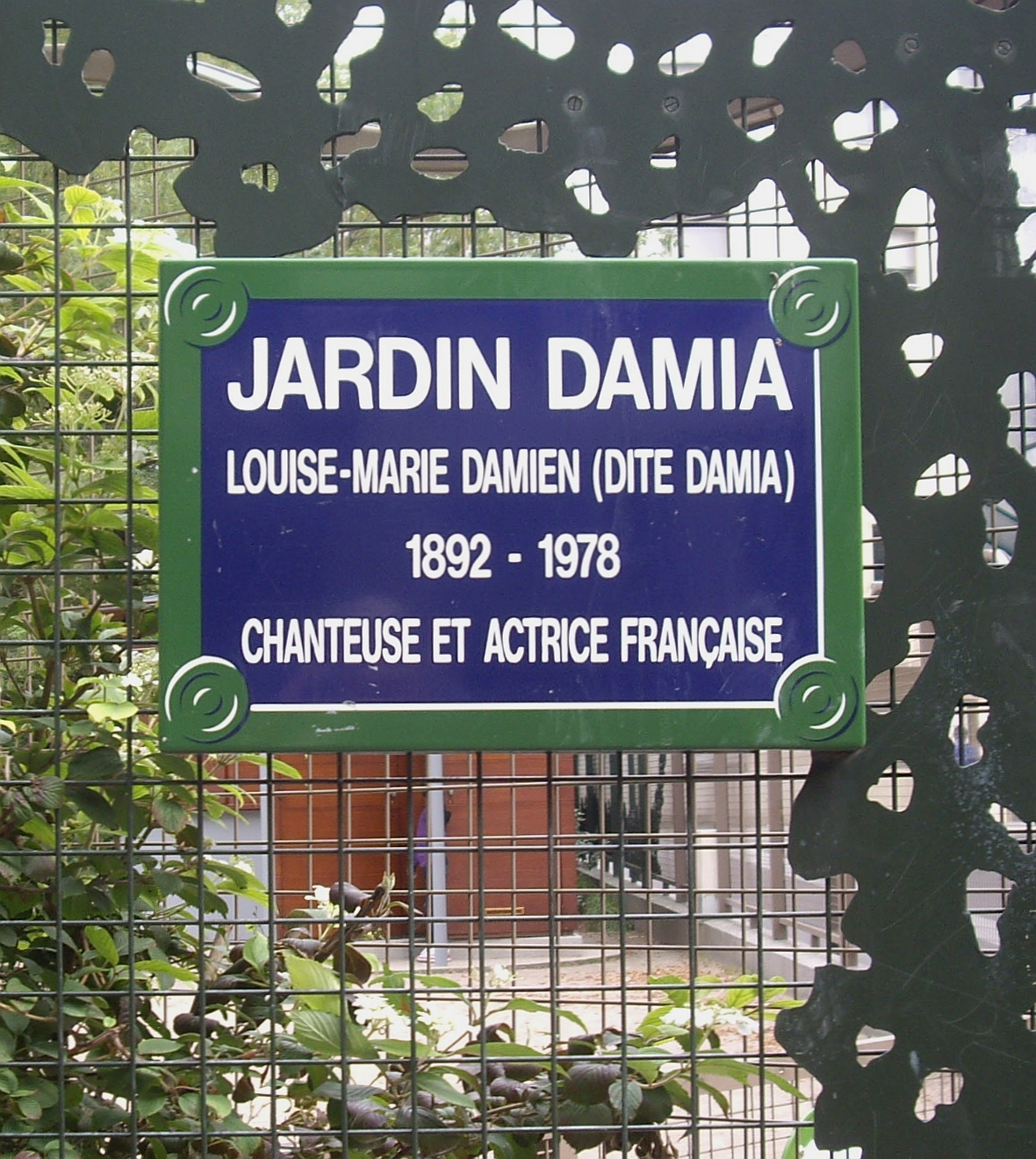
Placca identificante il giardino

Il giardino Damia, creato nel 1997, è uno spazio verde dell' XI arrondissement di Parigi, nel quartiere Sainte-Marguerite.
Esso si trova nel lato sud-est dell'arrondissement ed è delimitato a nord dai numeri 24-34 di rue Robert-et-Sonia-Delaunay, a ovest dai numeri dal 23 al 31 del passage du Bureau e a est dai numeri da 91 a 95 del boulevard de Charonne, a sud è adiacente ad alcune abitazioni.
Ha forma rettangolare e si estende su una superficie di 4500 mq. È classificato dal comune di Parigi come "spazio verde ecologico".
Deve il suo nome alla cantante francese Marie-Louise Damien, detta Damia (1889-1978).
È servito dalla linea della metropolitana 2 alla stazione  Alexandre Dumas.